# Evangelische Kirche Dornholzhausen

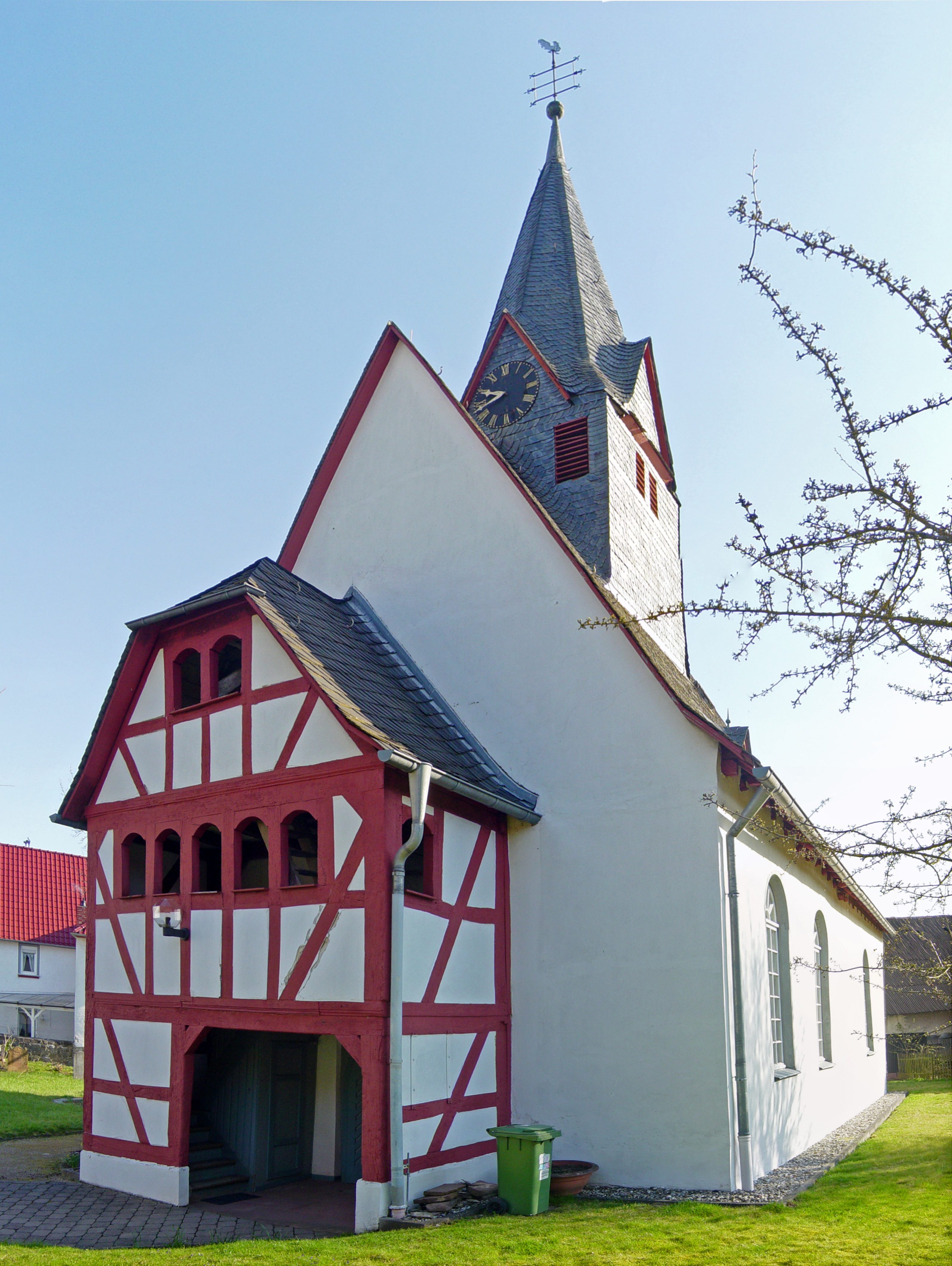
Westseite der Kirche

Die Evangelische Kirche Dornholzhausen in der hessischen Gemeinde Langgöns entstand im Jahr 1717 aus einem älteren Vorgängerbau aus dem Ende des 12. Jahrhunderts. An das mittelalterliche Kirchenschiff wurden im Osten ein Altarraum und im Westen ein Fachwerkvorbau angebaut. Die Kirche war von 1926 bis 1934 Wirkungsstätte von Paul Schneider. Sie prägt das Ortsbild von Dornholzhausen und ist aufgrund ihrer geschichtlichen, künstlerischen und städtebaulichen Bedeutung hessisches Kulturdenkmal.

## Geschichte

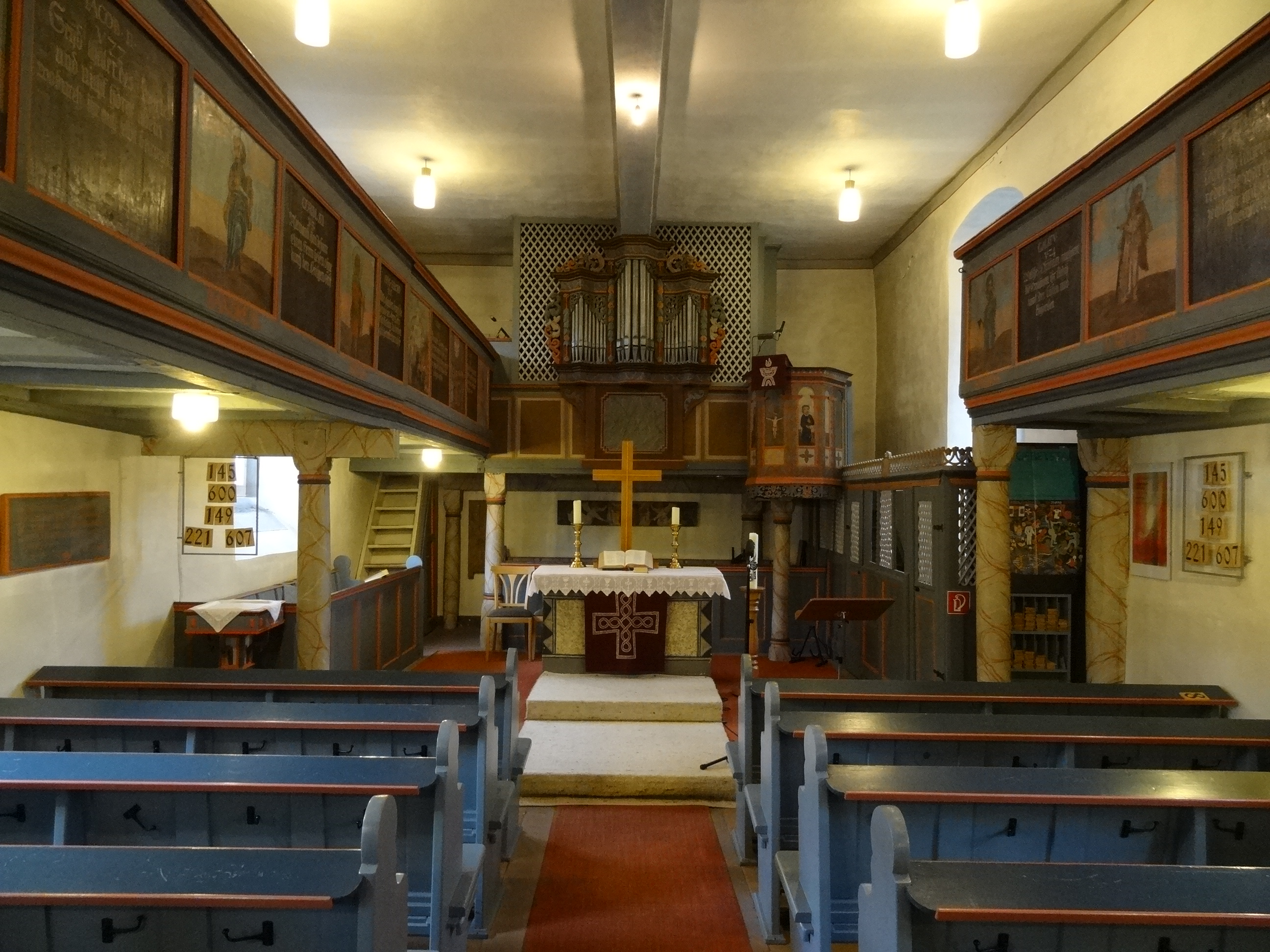
Innenraum Richtung Osten

Die heutige Kirche geht auf eine romanische Vorgängerkapelle auf quadratischem Grundriss zurück, die gegen Ende des 12. Jahrhunderts errichtet wurde. In vorreformatorischer Zeit war die Kirche pfarramtlich mit Niederkleen verbunden. Die Kollatur lag bei den Herren von Falkenstein, die 45 Morgen als Pfarrgut gestiftet hatten. Mit Einführung der Reformation im Jahr 1530 wechselte Dornholzhausen zum evangelischen Bekenntnis. In kirchlicher Hinsicht gehörte der Ort bis ins 16. Jahrhundert zu Großen-Linden und bildete seit 1578 eine Pfarrei mit Hochelheim. Im Jahr 1717 wurde die kleine Kapelle im Osten durch einen angebauten Altarraum und im Westen durch einen Vorbau aus Fachwerk verlängert.
Bei der umfassenden Kirchenrenovierung in den Jahren 1967 bis 1968 wurde der Fußboden tiefergelegt und erhielt neue Platten. Einige Säulen unter den Emporen wurden entfernt, eine elektrische Fußbankheizung verlegt und das Geläut und die Kirchenuhr elektrifiziert. Zudem wurden die Füllungen der Emporen und der Kanzelfelder freigelegt, die in mehreren Schichten einfarbig übermalt worden waren. Zur Erinnerung an Paul Schneider, der von 1926 bis 1934 in Dornholzhausen und Hochelheim als Pfarrer wirkte und am 18. Juli 1939 im KZ Buchenwald starb, wurde rechts der Eingangstür eine Gedenkplatte angebracht. Sie wurde von Wolfgang Öster aus Uckersdorf gestaltet und 1997 von Schneiders Witwe enthüllt.
Die pfarramtlich verbundenen Kirchengemeinden Dornholzhausen und Niederkleen fusionierten zum 1. Januar 2021 mit Oberkleen zur Evangelischen Kirchengemeinde Kleebachtal. Die Gemeinde gehört zum Evangelischen Kirchenkreis an Lahn und Dill in der Evangelischen Kirche im Rheinland.

## Architektur

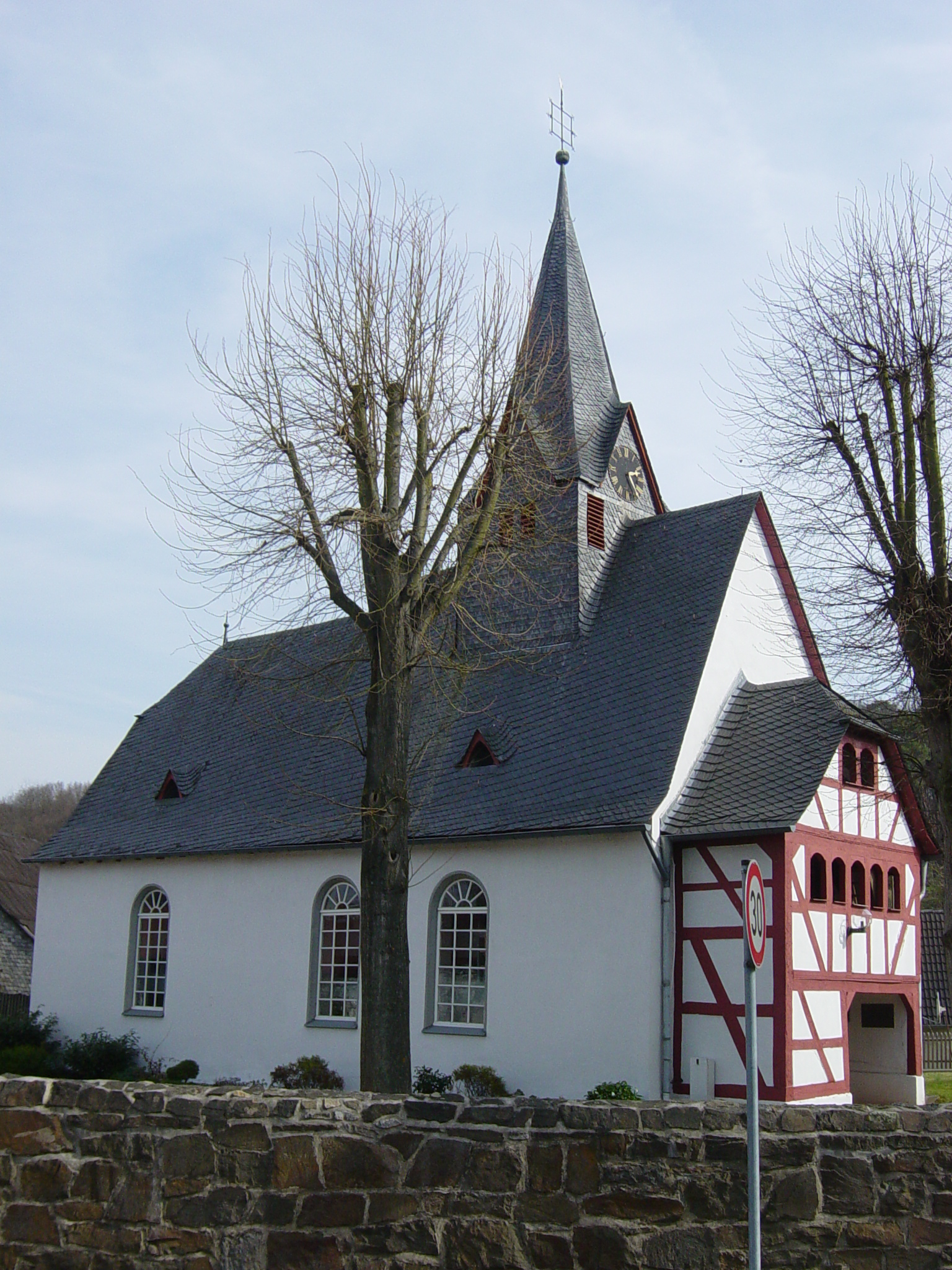
Südseite der Kirche

Kirchenschiff und Altarraum werden unter einem gemeinsamen, steilen Satteldach vereint. Die Langseiten der Saalkirche werden durch je drei große rundbogige Fenster gegliedert. Der doppelgeschossige Fachwerkvorbau ist nicht mittig angebaut, sondern schließt asymmetrisch mit der Nordseite ab. Eine Treppe im offenen Eingangsbereich führt in der mittleren Zone zu einer Fensterreihe von fünf kleinen Fenstern mit Segmentbögen. Unter dem Schopfwalmdach sind zwei weitere kleine Fenster angebracht. Nördlich der Kirche sind zwei barocke Grabplatten aus den Jahren 1666 aus rotem Sandstein und 1744 für Johann Henrich Reitz (18. August 1700 getauft; † 8. Januar 1744) aus grauem Kalkstein aufgestellt.
Der geschieferte Dachreiter hat einen kubusförmigen Schaft mit vier Dreiecksgiebeln, die in einen achtseitigen Spitzturm überleiten. Der Dachreiter beherbergt ein Dreiergeläut und wird von einem Turmknopf, Kreuz und Wetterhahn bekrönt.

## Ausstattung

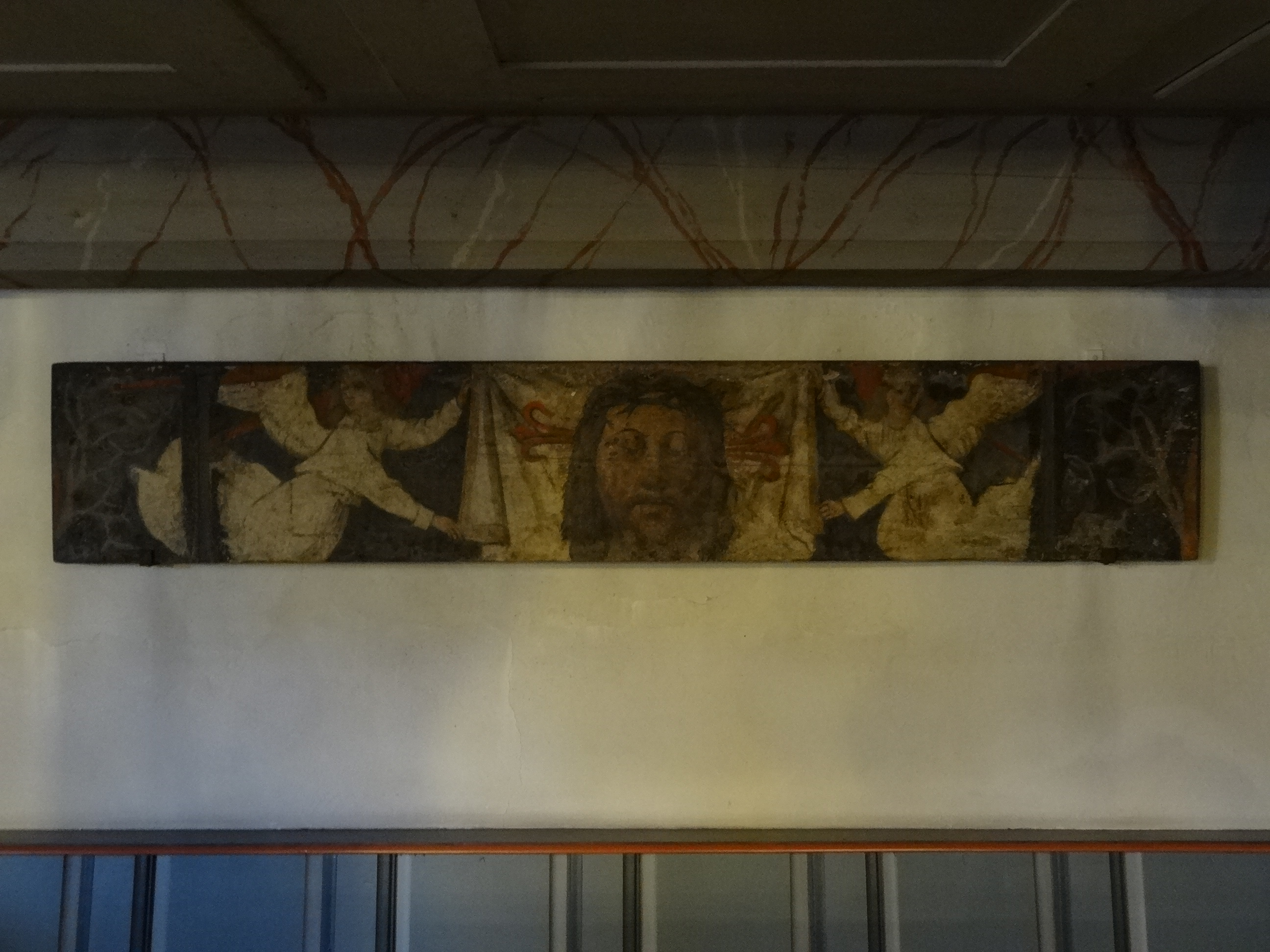
Predella vom alten Altar

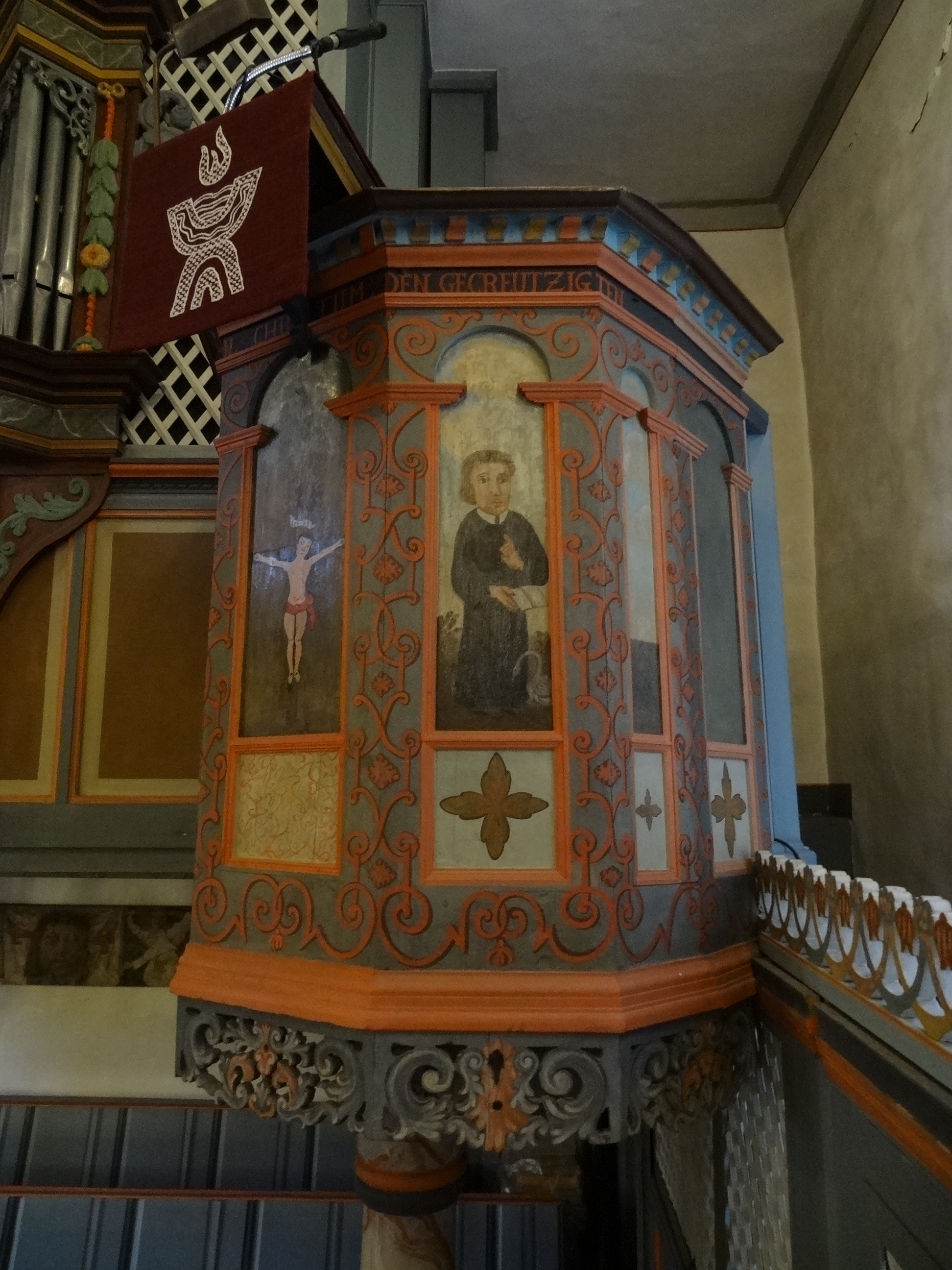
Kanzelkorb

Der flachgedeckte Innenraum liegt auf einem kreuzförmigen Unterzug, der an den Langseiten auf Halbsäulen und an der Westseite auf einem Querbalken ruht, der von zwei Rundsäulen getragen wird, die auch die Westempore einbeziehen. Die dreiseitig umlaufenden Emporen datieren aus der Zeit um 1720. Die Füllungen der kassettierten Brüstung sind abwechselnd mit Apostelbildern und Bibelversen bemalt und wurden 1967/1968 wieder freigelegt. Alle Säulen sind marmoriert bemalt.
An der Ostwand sind der erhaltene Holzbalken und daneben die Predella eines mittelalterlichen Schnitzaltars angebracht. Die Predella zeigt das Schweißtuch der Veronika. Die Reste der Wandmalereien, die den heiligen Christophorus darstellen, stammen noch aus der romanischen Bauzeit der Vorgängerkapelle. Übernommen wurde die hochgotische Altarmensa, die auf einem aufgemauerten, bemalten Altar liegt. Auf ihr stehen ein schlichtes Holzkreuz und zwei Kerzenhalter aus Messing.
An der Südseite ist über einen breiten Pfarrstuhl, der im oberen Teil durchbrochenes Gitterwerk aufweist, der Kanzelaufgang zugänglich. Die hölzerne, polygonale Kanzel ohne Schalldeckel ruht auf einer hölzernen Rundsäule, ist mit ornamentalen Ranken bemalt und mit durchbrochenem, reliefartigem Schnitzwerk verziert. Die rundbogigen Füllungen sind mit figürlichen Darstellungen bemalt, die in der Mitte den Gekreuzigten zeigen und rechts Martin Luther mit einem Schwan. Im Osten und Norden des Chors ist ein Gestühl für das Presbyterium und die Küsterin aufgestellt. Im Saal lässt das Kirchengestühl in blauer Fassung einen Mittelgang frei.

## Orgel

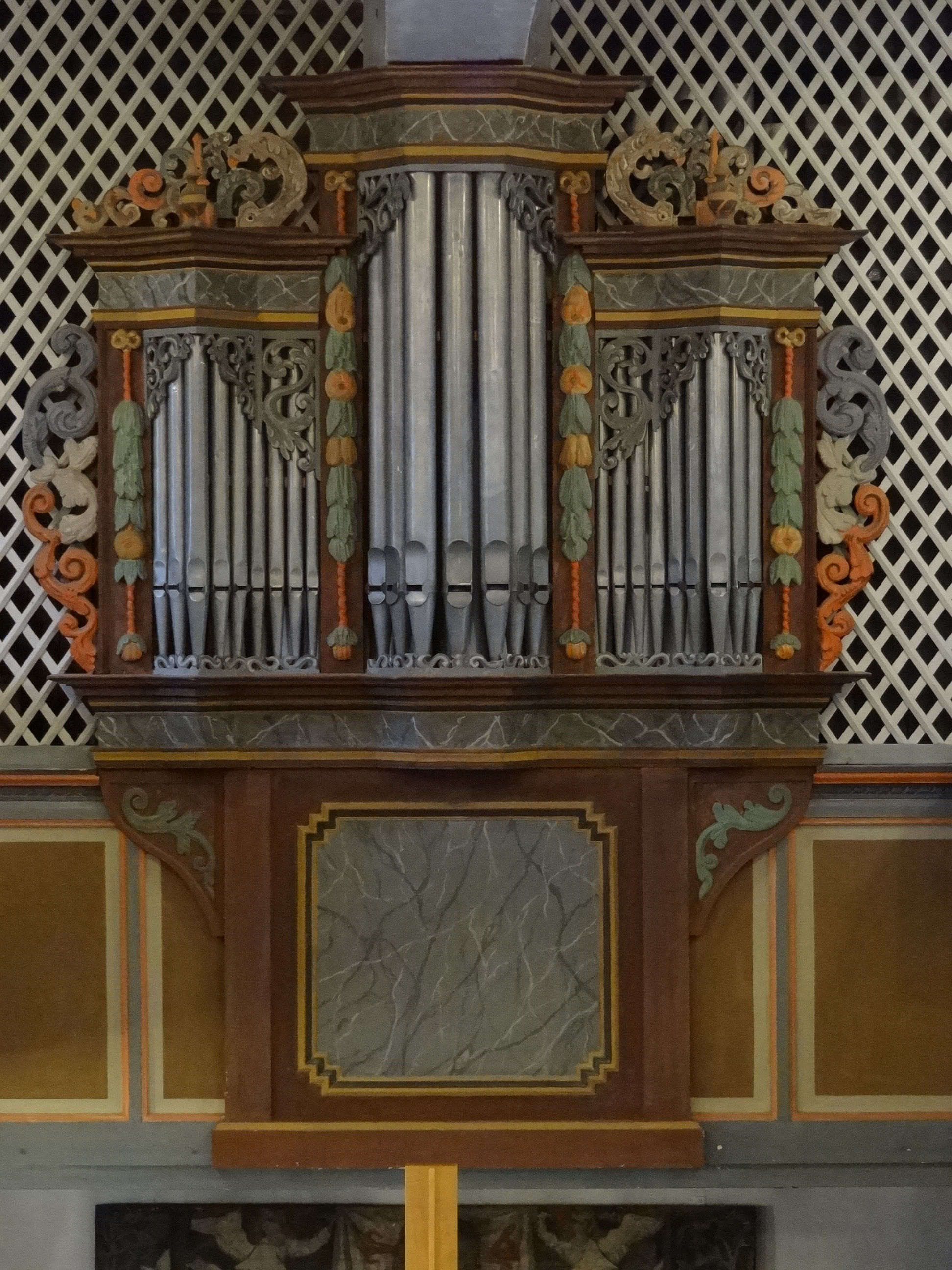
Barocker Orgelprospekt

Die Zuweisung der 1736 gelieferten Orgel ist nicht eindeutig. Sie wird dem Orgelbauer Grieb (Orgelbauer) oder Dreuth zugeschrieben. Das kleine Instrument verfügte über sieben Register auf einem Manual und angehängtem Pedal. Im dreiachsigen Prospekt wird der überhöhte, runde Mittelturm von zwei Flachfeldern flankiert, aus dem seitlich kleine Ecktürme ohne Abtrennung durch Lisenen hervortreten.
Orgelbauer Friedrich Weigle schuf im Jahr 1930 die Orgel, deren neun Register auf zwei Manuale und Pedal verteilt sind. Das Werk ist in einem großen Kasten, der bis zur Decke reicht, aufgestellt und hat nach vorne ein rautenförmiges Gitterwerk. Davor ist der barocke Prospekt der Vorgängerorgel als Attrappe angebracht. Das heutige Instrument verfügt über folgende Disposition:
| I Manual C–g3     |    |
| Prinzipal         | 8′ |
| Oktav-Mixtur I–IV |    |
| Krummhorn         | 8′ |

| II Manual C–g3 |    |
| Gedackt        | 8′ |
| Salizional     | 8′ |
| Gemshorn       | 8′ |
| Spitzflöte     | 4′ |

| Pedal C–f1 |     |
| Subbaß     | 16′ |
| Zartbaß    | 16′ |

- Koppeln
  - Normalkoppeln: II/I, I/P, II/P
  - Superoktavkoppeln: II/II, II/I 4′
  - Suboktavkoppeln: II/I 16′

## Glocken
Im Dachreiter waren Glocken aus den Jahren 1785 (Otto, Gießen), 1814 und 1827 aufgehängt, die im Ersten Weltkrieg abgeliefert und eingeschmolzen wurden. Nachdem sie ersetzt worden waren, wurden Ende 1941 zwei von drei Glocken für die Rüstungsindustrie beschlagnahmt. Zwei neue Glocken wurden 1950 angeschafft, eine Glocke von 1859 blieb erhalten. Das Geläut erklingt im Te Deum-Motiv.
| Nr. | Gussjahr | Gießer, Gussort     | Durchmesser (mm) | Schlagton | Inschrift | Bild |
| 1   | 1950     | Gebr. Rincker, Sinn |                  | gis1      | „ZUFLUCHT IST BEI DEM ALTEN GOTT UND UNTER DEN EWIGEN ARMEN“ [Relief mit aufgeschlagener Bibel, Alpha und Omega und Kreuz] „1950 GOSSEN MICH GEBRUEDER RINCKER SINN 7119“              |      |
| 2   | 1859     | Georg Otto, Gießen  |                  | h1        | [Fries mit je zwei Engeln, die einen Lorbeerkranz halten] „GEGOSSEN FÜR DORNHOLZHAUSEN DURCH GEORG OTTO AS. IN GIESSEN“ [zwei Engeln, die einen Lorbeerkranz halten] „SOLI DEO GLORIA“ |      |
| 3   | 1950     | Gebr. Rincker, Sinn |                  | cis2      | „Er ist unser Friede“ [Relief mit Kreuz] |      |